# Potentilla tommasiniana
Potentilla tommasiniana är en rosväxtart som beskrevs av F. Schultz. Potentilla tommasiniana ingår i Fingerörtssläktet som ingår i familjen rosväxter. Inga underarter finns listade i Catalogue of Life.